# کلینتون هیل (ورزشکار)
کلینتون هیل (انگلیسی: Clinton Hill؛ زادهٔ ۱۹ april ۱۹۸۰ (۴۴ سال)) ورزشکار دو و میدانی اهل استرالیا است.
وی در مسابقات کشوری و بین‌المللی در مجموع برندهٔ ۱ مدال نقره شده‌است.